# Deportivo Manizales
Deportivo Manizales fue un club de fútbol colombiano, de la ciudad de Manizales, Caldas. Fue fundado en 1952 y jugó en la Categoría Primera A sólo ese campeonato de 1952.

## Historia
El Deportivo Manizales, nació en el año 1952 como el club de fútbol que reemplazaba a los desaparecidos Once Deportivo y Deportes Caldas, los otros clubes de la ciudad de Manizales que habían tomado parte en los cuatro campeonatos anteriores de la naciente Liga de Fútbol Profesional Colombiano.
No logró una buena actuación y se retiró de la Categoría Primera A en ese mismo año de 1952.

## Estadio
Fernando Londoño Londoño, con una capacidad máxima para 20.000 espectadores. Fue demolido en 1992 y en su lugar fue construido el Estadio Palogrande, donde hoy día juega como local el Once Caldas.

## Uniforme
- Uniforme titular: Camiseta blanca, pantalón blanco, medias blancas
- Uniforme alternativo: Camiseta verde, pantalón blanco, medias blancas

## Datos del club
- Puesto histórico: 35º

- Temporadas en 1ª: 1 (1952 )
- Mejor puesto:
  - En Primera A: 12°(1952)
- Peor puesto: 
  - En Primera A: 12°(1952)